# Ramón Barce
Ramón Barce Benito (Madrid; 16 de marzo de 1928-id.; 14 de diciembre de 2008) fue un compositor, traductor y ensayista español. Perteneciente a la Generación del 51, su aportación es crucial para comprender la música española de la segunda mitad del siglo XX.

## Biografía
En 1939 inició estudios de Bachillerato en el Instituto Cardenal Cisneros de Madrid, para trasladarse al año siguiente a Guadalajara donde empezó a estudiar música. Ocho años después regresa a Madrid y estudia Armonía en el Real Conservatorio Superior de Música de Madrid y Filología Románica en la Universidad de Madrid. Se doctoró en esta universidad en 1956 en Filosofía y Letras con premio Extraordinario.
Se dedicó a la docencia y desde 1959 fue catedrático de Literatura Española de instituto en Albacete, trasladándose al año siguiente a Madrid. Acudió a los cursos de Olivier Messiaen y György Ligeti en Darmstadt (Alemania). 
Miembro destacado de la llamada Generación del 51, sus aportaciones musicales y su actividad organizadora le llevaron –entre otras tareas - a promover y pertenecer a grupos tan importantes como Nueva Música, en 1958, (que contribuyó decisivamente en la estética de los compositores españoles), Aula de Música del Ateneo, la revista y conciertos Sonda (que él dirigió), el grupo Zaj en 1964, la Asociación de Compositores Sinfónicos Españoles (de la que fue presidente durante los primeros años de funcionamiento), etc.
El compositor Ramón Barce ha expuesto un pensamiento musical muy personal y se ha manifestado en distintos ensayos sobre cuestiones sobre técnica, estética, sociología, musicología, etc., destacando por su rigor y clarividencia. Traductor al castellano de tratados fundamentales, entre los que destacan la Armonía de Arnold Schönberg, entre varios de distintos autores como Strobel, Stepun, Schenker, Hába, Piston, etc. Otra de las aportaciones a la música de su tiempo es la creación de su propio sistema compositivo, llamado Sistema de Niveles (1966), con el que da cohesión a la mayor parte de su amplio catálogo de obras, siempre distinguidas por su enorme personalidad y ajenas a los preceptos de modas o estéticas imperantes. Colaboró junto al director Javier Aguirre en el cortometraje Espectro Siete (1970), donde Barce firmó el guion cromático y la banda sonora.
Su labor musicológica se centró en el estudio de la sociología de la Música contemporánea y en la Zarzuela, especialmente en el Género Chico de finales del siglo XIX. Fue el editor de la revisión crítica de la zarzuela La Verbena de la Paloma de Tomás Bretón publicada en ICCMU en 1994. Además fue guionista y presentador de una serie sobre la Zarzuela en Radio Nacional de España, Radio Clásica, donde había sido antes redactor musical.
Fue colaborador de la revista Ritmo desde 1957, y subdirector entre 1982 y 1993, además de ejercer la crítica musical y literaria desde 1971 en el diario Ya.

## Publicaciones y premios
Ha publicado varios libros, entre los cuales cabe destacar: Fronteras de la música (1985) y Tiempo de tinieblas y algunas sonrisas (1992) o Las palabras de la Música. Escritos de Ramón Barce (2009). Se han publicado dos biografías del compositor, Ramón Barce en la vanguardia musical española (1983) de Ángel Medina y Ramón Barce. Hacia mañana, hacia hoy (2008) de Juan Francisco de Dios Hernández. Su obra y sus escritos han sido objeto de estudio en tesis doctorales como: Ramón Barce. Música de cámara(2004) de Juan Francisco de Dios Hernández, Universidad de Salamanca; El compositor Ramón Barce en la música española del siglo xx. Análisis y edición comentada de sus escritos técnicos, estéticos y sociológicos esenciales (2005) de Teresa Catalán, Universidad de Valencia; o Estudio de la música escénica de Ramón Barce (2010) de Rosa María Rodríguez Hernández, Universitat Politècnica de Valencia.
Ha compuesto más de 120 obras musicales, entre las que destacan: 6 Sinfonías, 11 Cuartetos de cuerda, 9 Conciertos de Lizara, 1 Concierto para Piano y Orquesta, Música fúnebre, Canadá Trío, Siala, Cuarteto nº 3 Gauss, Residencias, Las cuatro estaciones, Parábola, Oleada,  etc.
Ha recibido numerosos premios y reconocimientos como el Premio Nacional de Música en 1973 por la obra "Cuarteto de cuerda nº 3 Gauss", el Premio a la Creación Musical de la Comunidad de Madrid en 1991, y Medalla de Oro al Mérito en las Bellas Artes en 1997. 
Elegido académico de la Real Academia de San Fernando el 7 de febrero de 2000, con ingreso el 21 de enero de 2001, pronunciando el discurso Naturaleza, símbolo y sonido.